# Transports publics du littoral neuchâtelois
Pour les articles homonymes, voir TN.
 (janvier 2012).
Si vous disposez d'ouvrages ou d'articles de référence ou si vous connaissez des sites web de qualité traitant du thème abordé ici, merci de compléter l'article en donnant les références utiles à sa vérifiabilité et en les liant à la section « Notes et références ».

Logo des TN.

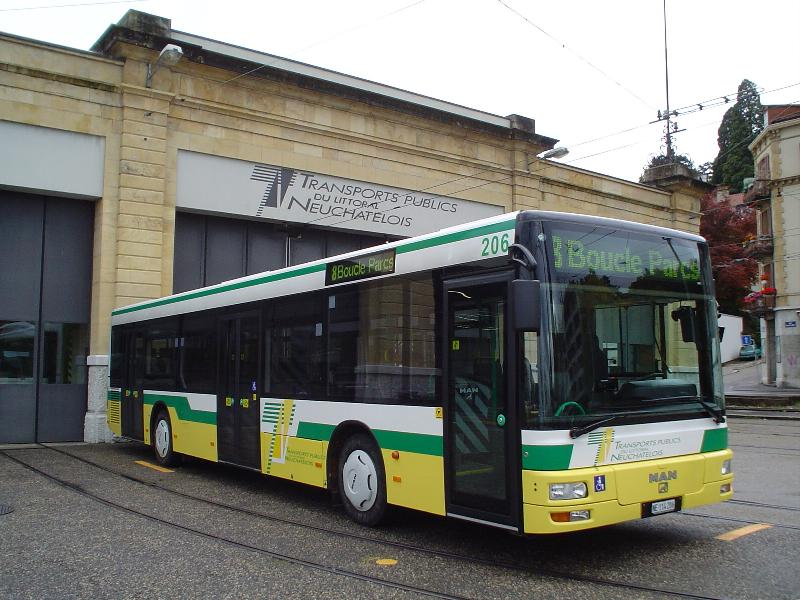
Un autobus des transports publics du littoral neuchâtelois

Les Transports publics du littoral neuchâtelois (TN) étaient une entreprise de transports publics de la région de Neuchâtel, exploitant notamment le Tramway de Neuchâtel et les Trolleybus de Neuchâtel.

## Histoire
Le 27 juin 2012, les TN ont fusionné avec les Transports régionaux neuchâtelois (TRN) pour devenir les Transports publics neuchâtelois (abrégé TransN), avec effet rétroactif au 1er janvier 2012.

## Lignes du réseau
| Ligne      | Type        | Parcours                               |
| ---------- | ----------- | -------------------------------------- |
| 1          | Trolleybus  | Cormondrèche ↔ Marin                   |
| 2          | Trolleybus  | Serrières ↔ Place Pury                 |
| 5          | Tramway     | Boudry ↔ Place Pury                    |
| 5b         | Autobus     | Cortaillod ↔ Areuse ↔ Boudry gare CFF  |
| 7          | Trolleybus  | Place Pury ↔ Gare ↔ Hauterive (Marin)  |
| 8          | Trolleybus  | Place Pury ↔ Boucle des Parcs          |
| 9          | Autobus     | Place Pury ↔ Denis-de-Rougemont        |
| 9b         | Autobus     | Place Pury ↔ Rue Matille               |
| 10         | Autobus     | Gare CFF ↔ Bôle                        |
| 11         | Autobus     | Place Pury ↔ Piscines                  |
| S          | Autobus     | Place Pury ↔ Savagnier (Cernier)       |
| B          | Autobus     | Saint-Aubin ↔ Boudry ↔ Boudry gare CFF |
| P          | Autobus     | Perreux-Hôpital ↔ Boudry               |
|            | Funiculaire | Ecluse ↔ Plan                          |
|            | Funiculaire | La Coudre ↔ Chaumont                   |
| Fun'ambule | Funiculaire | Gare CFF ↔ Université                  |